# Троиль, Биргер фон
Барон Биргер Густав Самуэль фон Троиль (швед. Birger Gustaf Samuel von Troil; иногда в русском написании — Биргер Густавович фон Троиль); 12 марта 1868, Ваза, Великое княжество Финляндское — 12 октября 1926, Хельсинки, Финляндия) — российский и финляндский военный и государственный деятель, отставной гвардии полковник, выборгский губернатор (1907—1910).
В звании майора и подполковника проходил службу в 3-м стрелковом Финском лейб-гвардии батальоне.
В 1907 году назначен выборгским губернатором и оставался в этой должности до 1910 года.

## Награды
- Орден Святой Анны II степени
- Орден Святой Анны I степени

## Семья
- Отец — Аксель Густав Самуэль фон Троиль (швед. Axel Gustaf Samuel von Troil; 25 сентября 1837, Паймио — 1909)
- Мать — Фредрика Бергбум (швед. Fredrika Elisabeth Bergbom; 3 марта 1837, Ваза — 1901)
- Брат — Эрик фон Троиль (швед. Eric Werner Samuel von Troil; 1865—1937)
- Жена — Хелена Тереза Осберг (швед. Helene Therése Osberg; 15 июля 1874, Гельсингфорс — 1954), брак заключен 23 сентября 1896 года в Гельсингфорсе[1].
  - Сын — Йоста фон Троиль (швед. Gösta Julius Samuel von Troil; 1897—1975)
  - Сын — Эрик фон Троиль (швед. Erik Samuel von Troil; 1900—1940)